# شهرستان داکوتا (مینه‌سوتا)
شهرستان داکوتا، مینه‌سوتا (به انگلیسی: Dakota County, Minnesota) شهرستانی در ایالات متحده آمریکا است که در مینه‌سوتا واقع شده‌است.